# خيسوس أبيل باريديس
خيسوس أبيل باريديس (بالإسبانية: Jesús Abel Paredes)‏ (27 مايو 1997 في باراغواي - ) هو لاعب كرة قدم باراغواياني في مركز الدفاع.

## وصلات خارجية
- خيسوس أبيل باريديس على موقع قاعدة بيانات كرة القدم.إي يو (الإنجليزية)
- خيسوس أبيل باريديس على موقع Soccerway.com (الإنجليزية)